# Metopoplax ditomoides

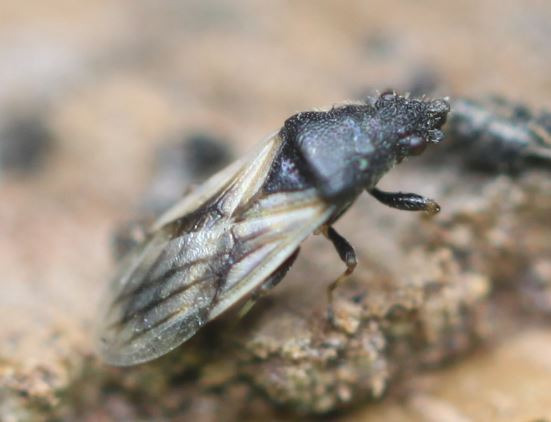
Überwinternde Wanze an einem Rindenstück einer Platane; die Fühler sind (noch) unter den Körper geklappt.

Metopoplax ditomoides ist eine Wanze aus der Familie der Oxycarenidae.

## Merkmale
Die Wanzen werden 3,4 bis 4,0 Millimeter lang. Sie haben einen dunklen vorderen Körper und dazu kontrastierende weißliche Hemielytren. Der Kopf, das Pronotum und das Schildchen (Scutellum) sind dicht punktiert und mit feinen weißen Härchen bedeckt. Die Stirnplatte (Clypeus) ist verbreitert. Das zweite Fühlerglied ist bis auf die Enden gelbbraun gefärbt. Die apikalen Enden der Femora sowie die Tibien mit Ausnahme des basalen Endes und das erste Tarsenglied sind ebenfalls gelbbraun gefärbt. 

## Verbreitung und Lebensraum
Die Art ist im Südwesten Europas vom Süden Englands, den Niederlanden, über Frankreich und das westliche Deutschland bis zur Iberischen Halbinsel und nach Italien verbreitet. Sie kommt auch im westlichen Nordafrika bis Tunesien vor und wurde durch den Menschen in jüngster Zeit in den Vereinigten Staaten eingeschleppt. Historisch ist die Art in Deutschland nur aus dem Südwesten bekannt. Sie hat ihre Verbreitung in den letzten Jahren aber sukzessive in den Norden und Nordosten ausgedehnt und kommt jetzt auch bis zum Rheinland und in den Süden Niedersachsens und nach Sachsen-Anhalt vor. Sie ist selten, kann aber lokal in größerer Zahl auftreten. In Großbritannien war sie ursprünglich nur als seltener Irrgast bekannt, gilt aber mittlerweile in Teilen des Süden Englands als bodenständig und ist dort in manchen Jahren häufig. Besiedelt werden sehr warme und trockene, karg bewachsene Lebensräume wie etwa Feld- und Wegränder sowie Ruderalflächen.

## Lebensweise
Die Tiere leben an Kamillen (Matricaria) und Hundskamillen (Anthemis). Die Paarung erfolgt von Mai bis Juni auf den Nahrungspflanzen. Es gibt Beobachtungen von Paarungen auch im August, was bei günstigen Bedingungen eine zweite Generation pro Jahr nahelegt. Die Überwinterung erfolgt als Imago im Bodenstreu oder unter loser Rinde, nicht selten auch in größerer Distanz zu potentiellen Nahrungspflanzen. Dabei klappen die Wanzen ihre Fühler zu deren Schutz unter ihren Körper.

## Belege